# 鹲属
鹲（英文名：Tropicbird），一般通稱热带鸟，為生活於熱帶地區的一群海鳥。屬名在希臘神話中意指法厄同（Φαέθων，太陽神阿波羅之子），可能是因為具有繞著太陽飛之習性的關係。

## 分類學
就分類上來說，鹲的分類地位至今仍不明確，包括：
| 分類系統                             | 分類方式                                |
| ------------------------------------ | --------------------------------------- |
| Howard-Moore鳥類分類系統（1991年版） | 鵜形目·鸏科                             |
| Clements鳥類分類系統（Verson 6.8）   | 鸏形目·鸏科                             |
| 鳥類DNA分類系統                      | 雀小綱·雀總目·鸛形目·鸛下目·鸏小目·鸏科 |

此外早期的研究表示，鸏與鸌屬於遠親關係，然而，近年的分子研究顯示，就血緣方面來說，鸏與鸌並不具親緣關係；
而鹲科下有三屬，現存一屬三種，分類如下：
- †Heliadornis
  - †Heliadornis ashbyi[8]
  - †Heliadornis paratethydicus[9]

- †Phaethusavis
  - †Phaethusavis pelagicus[10]

- 鹲属
  - 白尾熱帶鳥（Phaethon lepturus）
  - 紅尾熱帶鳥（Phaethon rubricauda）
  - 紅嘴熱帶鳥（Phaethon aethereus）

## 特徵
鹲的中央尾羽極為細長；體型中等（體長 76 至 102 公分，翼展約 94 至 112 公分之間）；體色大致為白色，臉、背與雙翼皆具有黑斑。